# Tola Szlagowska
Tola Szlagowska, nome completo Tola Klara Szlagowska (Varsavia, 27 novembre 1992), è una cantante, compositrice e attrice polacca.

## Biografia
La Szlagowska è la vocalist e leader del gruppo di musica pop Blog 27, in cui si esibisce insieme, tra gli altri, al fratello batterista Janem Szlagowskim. È figlia del batterista Yaroslav Szlagowskiego.
Tola Szlagowska debutta nel mondo dello spettacolo nel 2005 con diversi singoli estratti dall'album di musica pop <LOL> e con lo stesso album, in cui si esibisce cantando insieme alla collega coetanea Alicja Boratyn, che in seguito abbandonerà il gruppo dei Blog 27. In questo modo Tola diventa l'unica leader della band, e nel 2008 proporrà col gruppo l'album Before I'll Die... dal quale derivano i singoli Cute (I'm Not Cute) e Fuck U!.
Sempre nel 2008 la Szlagowska interpreta la parte di Ola nella commedia polacca 39 i pół, dando avvio alla sua parallela carriera di attrice.

## Discografia

### Discografia con i Blog 27

#### Album
- 2005 - <LOL>
- 2008 - Before I'll Die

#### Singoli
- 2005 Uh La La La
- 2005 Hey Boy (Get Your Ass Up)
- 2006 Wid Out Ya
- 2006 I Still Don't Know Ya
- 2006 Who I Am
- 2008 Cute (I'm Not Cute)
- 2008 F*ck You

## Filmografia
- 39 i pół, serie televisiva (2008)

## Premi e nomination
- 2006: MTV Europe Awards - band dell'anno (Polonia)
- 2007: Viva Comet – (nomination)
- 2008: Złote Koguty – premio Super Idol